# لانس فريش
لانس فريش (بالإنجليزية: Lance Fresh)‏ هو لاعب كرة قاعدة أمريكي، ولد في 13 نوفمبر 1987 في بيدفورد ستايفسانت ‏ في الولايات المتحدة.

## وصلات خارجية
- لانس فريش على موقع IMDb (الإنجليزية)